# Чахлеу (комуна)
Чахлеу (рум. Ceahlău) — комуна у повіті Нямц в Румунії. До складу комуни входять такі села (дані про населення за 2002 рік):
- Бістрічоара (804 особи)
- Пириул-Маре (143 особи)
- Чахлеу (1559 осіб)

Комуна розташована на відстані 289 км на північ від Бухареста, 33 км на захід від П'ятра-Нямца, 123 км на захід від Ясс.

## Населення
За даними перепису населення 2002 року у комуні проживали 2506 осіб.
Національний склад населення комуни:
| Національність | Кількість осіб | Відсоток |
| -------------- | -------------- | -------- |
| румуни         | 2502           | 99,8%    |
| угорці         | 3              | 0,1%     |
| турки          | 1              | < 0,1%   |

Рідною мовою назвали:
| Мова      | Кількість осіб | Відсоток |
| --------- | -------------- | -------- |
| румунська | 2501           | 99,8%    |
| угорська  | 4              | 0,2%     |
| турецька  | 1              | < 0,1%   |

Склад населення комуни за віросповіданням:
| Релігія        | Кількість осіб | Відсоток |
| -------------- | -------------- | -------- |
| православні    | 2497           | 99,6%    |
| римо-католики  | 5              | 0,2%     |
| греко-католики | 1              | < 0,1%   |
| мусульмани     | 1              | < 0,1%   |